# División de Honor de balonmano 1963-64
La División de Honor de balonmano 1963-64 fue la 6.ª edición de la máxima competición de balonmano de España. Se desarrolló en una fase, que constaba de una liga de once equipos enfrentados todos contra todos a doble vuelta. El ganador disputaba la Copa de Europa, el último clasificado descendía a Primera división y el penúltimo promocionaba por la permanencia.

## Clasificación
| N. | Equipo             | PJ | PG | PE | PP | PTS |
| 1  | Atlético de Madrid | 22 | 19 | 0  | 3  | 38  |
| 2  | Salleko            | 22 | 12 | 2  | 8  | 26  |
| 3  | Altos Hornos       | 22 | 12 | 0  | 10 | 24  |
| 4  | Gaztelueta         | 22 | 10 | 4  | 8  | 24  |
| 5  | Automovilismo      | 22 | 10 | 2  | 10 | 22  |
| 6  | C.F. Barcelona     | 22 | 10 | 2  | 10 | 22  |
| 7  | Obras del Puerto   | 22 | 11 | 0  | 11 | 22  |
| 8  | Ademar Zaragoza    | 22 | 10 | 2  | 10 | 22  |
| 9  | Valencia C. F.     | 22 | 8  | 1  | 13 | 17  |
| 10 | Echevarría         | 22 | 7  | 3  | 12 | 17  |
| 11 | Pizarro F.J.       | 22 | 9  | 0  | 13 | 16  |
| 12 | Artilene           | 22 | 5  | 2  | 15 | 12  |